# إيرول فرنسيس
إيرول فرنسيس (بالإنجليزية: Errol Francis)‏ هو مصور بريطاني، ولد في 1956.